# Bombardování Košic

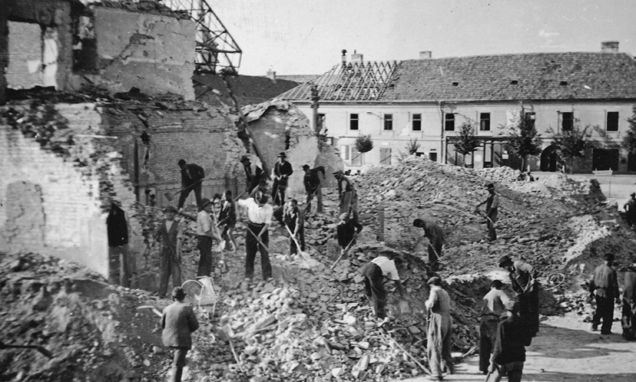
Odstraňování škod po bombardování

Bombardování Košic (maďarsky Kassa bombázása) proběhlo 26. června 1941. Tehdy bylo město okupováno Мaďarskem a na základě tohoto útoku Maďarsko vyhlásilo následující den (27. června 1941) válku Sovětskému svazu. Útok provedly tři letouny podle vzhledu sovětské výroby, přibližně dvanáct osob bylo zabito či zraněno a došlo k hmotným škodám. Útočníka se dodnes nepodařilo stoprocentně identifikovat. Dnes se za nejpravděpodobnější považuje, že šlo o navigační chybu - sovětský útok, který směřoval proti nedalekému Prešovu na Slovensku, které již Sovětskému svazu válku v té době vyhlásilo. V období socializmu byla preferována sovětská verze, že šlo o německý útok s použitím sovětských letadel, ukořistěných Němci při německém útoku na Sovětský svaz, s cílem vtáhnout Maďarsko do války se Sovětským svazem. Němci ale při plánování útoku na Sovětský svaz s Maďarskem nepočítali (znali slabost maďarské armády a nevěřili Horthymu) a mohli maďarskou účast docílit jednoduše diplomatickým nátlakem.